# 2-异氰基丙烷
2-异氰基丙烷是一种有机化合物，化学式为C4H7N，它是异丁腈的同分异构体。它可由异丙胺和三氯甲烷在氢氧化钠和季铵盐的存在下在溶剂中反应得到，N-异丙基甲酰胺和三氯氧磷在三乙胺的存在下于二氯甲烷中反应，也可得到2-异氰基丙烷。它可作为配体和金属形成配合物。